# Acritus vacheri
Acritus vacheri är en skalbaggsart som beskrevs av Cooman 1932. Acritus vacheri ingår i släktet Acritus och familjen stumpbaggar. Inga underarter finns listade i Catalogue of Life.